# Loxosceles apachea
Espèce
Loxosceles apachea est une espèce d'araignées aranéomorphes de la famille des Sicariidae.

## Distribution
Cette espèce se rencontre aux États-Unis dans le Sud-Est de l'Arizona, au Nouveau-Mexique et dans l'extrême Ouest du Texas et au Mexique au Chihuahua, au Durango, au Zacatecas et en Aguascalientes,,.

## Description
Le mâle holotype mesure 6,2 mm et la femelle paratype 9,2 mm.

## Publication originale
- Gertsch & Ennik, 1983 : The spider genus Loxosceles in North America, Central America, and the West Indies (Araneae, Loxoscelidae). Bulletin of the American Museum of Natural History, vol. 175, p. 264-360 (texte intégral).